# Ma Bufang
Ma Bufang, född 1903 i Linxia, Gansu, död 1975 i Saudiarabien var en muslimsk kinesisk general, krigsherre och politiker som spelade en viktig roll som guvernör i Qinghai.
Ma tillhörde det muslimska hui-folket och fick militär träning i Peking under Republiken Kinas första år. Sedan centralregeringens makt försvagats under 1920-talet stödde han inledningsvis krigsherren Feng Yuxiang, men allierade sig kring 1927 med Chiang Kai-shek. I mitten på 1930-talet blev han guvernör och krigsherre i Qinghai-provinsen, vilket han var fram till 1949, då kommunisterna grundade Folkrepubliken Kina. Ma flydde då till Saudiarabien tillsammans med 200 släktingar och han bodde där större del av tiden fram till sin död.